# 크로스강갈라고
크로스강갈라고(Sciurocheirus alleni cameronensis)는 갈라고과에 속하는 영장류의 일종으로 비오코알렌갈라고의 아종이다. 카메룬갈라고 또는 카메룬부시베이비로도 불린다. 카메룬 북서부와 나이지리아 남동부에서 산다. 몸길이는 18 cm이며, 꼬리는 25 cm정도이다.